# Ernst Brandl (Biochemiker)
Ernst Brandl (* 18. Mai 1919 in Schwaz; † 11. Juni 1997 in Pill in Tirol) war ein österreichischer Biochemiker, Hochschullehrer und Entdecker des Oralpenicillins.

## Leben
Ernst Brandl war der zehnte und jüngste Sohn des Sägewerksbesitzers Eduard Brandl und dessen Frau Maria Hosp. Nach dem Besuch der Volksschule und von zwei Klassen Hauptschule wechselte er als Externist in das Bischöfliches Gymnasium Paulinum, das er 1938 mit der Matura abschloss. Im Zweiten Weltkrieg war Brandl mit der Wehrmacht in Polen, Norwegen und Frankreich stationiert. Hier geriet er in amerikanische Gefangenschaft, aus der er im Herbst 1945 entlassen wurde.
Sein Studium begann er 1946 an der Universität Innsbruck. Obwohl er vor dem Krieg Staatswissenschaften studieren wollte und sein Interesse auch der Kunstgeschichte galt, wandte er sich schließlich der Chemie zu, wo er 1951 sein Doktorat erlangte. Seine Doktorarbeit verfasste er zum Thema Beiträge zur Biochemie und Mutantenbildung in der Penicillium notatum-chrysogenum Gruppe. 
Schon 1949 wurde Ernst Brandl Praktikant bei Biochemie Kundl. Diese wurde erst kurz zuvor auf Initiative eines französischen Besatzungsoffiziers in einer ehemaligen Bierbrauerei gegründet und begann mit der Produktion von Penicillin. Nach der Entdeckung des Oralpenicillins 1952 war Brandl als Laborleiter, Chefbiologe, Prokurist, Forschungsdirektor und Vorstandsmitglied der Biochemie tätig. Dem Unternehmen blieb er bis zu seiner Pensionierung 1982 treu.
Erst 1972 habilitierte er sich an der Technischen Hochschule Wien als Dozent. 1978 wurde er Honorarprofessor an der Universität Innsbruck und 1979 außerordentlicher Professor an der TU Wien. Von 1974 bis 1982 war er auch Mitherausgeber der Fachzeitschrift The Journal of Antibiotics.
Nach seiner Pensionierung kehrte Ernst Brandl in seine Geburtsstadt Schwaz zurück und hielt weiter Vorlesungen an der Universität. Im Ruhestand widmete er sich auch der Literatur und den Naturwissenschaften, befasste sich mit Philosophie und Religion und versuchte sich in lyrischem Expressionismus. Er starb 1997 in Pill.

## Wirken
Am Tag seiner Promotion an der Universität Innsbruck (17. November 1951) setzte Ernst Brandl in der Biochemie Kundl jene Versuchsserie in Gang, die schließlich zur Entdeckung des säurestabilen Penicillin V führte. Nach der Entdeckung des Penicillin 1928 durch Alexander Fleming wurde das Antibiotikum anfangs nur als Spritze oder als Infusion verabreicht. Die ab den 1940er-Jahren eingesetzten Penicillin-Formen waren säurelabil und konnten nicht über den Magen-Darm-Trakt aufgenommen werden. Auch in der Biochemie Kundl wurde ab 1949 säurelabiles Penicillin hergestellt. Bei der Produktion konnten unerwünschte Mikroorganismen das Penicillin zerstören. Brandls Aufgabe war es, geeignete Gegenmaßnahmen zu entwickeln, die diese Mikroorganismen unterbinden, aber gleichzeitig den Produktionspilz nicht beeinflussen. Dabei ersetzte er die sonst zugesetzte Phenylessigsäure durch Phenoxyäthanol und stellte fest, dass dadurch ein chemisch verändertes Penicillin entstand. Er gab ihm den Namen Penicillin V (V stand für vertraulich) und isolierte es gemeinsam mit seinem Studienkollegen Hans Margreiter. Zufällig entdeckten sie dabei, dass das neue Penicillin säurestabil war und so ungehindert den Magen passieren konnte. Dies bestätigte sich in ersten Tier- und Selbstversuchen. Nach der Patentierung und klinischen Studien stand Penicillin auch in Tablettenform zur Verfügung. Das unter dem Markennamen Ospen verkaufte Produkt revolutionierte die Gesundheitsversorgung und führte das Unternehmen zum wirtschaftlichen Erfolg.

## Auszeichnungen (Auszug)
- Ehrenzeichen des Landes Tirol (1959)[5]
- Carl-Freiherr-Auer-von-Welsbach-Medaille, Verein Österreichischer Chemiker (1966)
- Großes Ehrenzeichen für Verdienste um die Republik Österreich (1973)
- Ehrenbürger der Stadt Schwaz (1980)
- The Bristol Award for Anti-Infective Research (1983)
- Wilhelm-Exner-Medaille (1983)
- Ehrendoktorat der Universität Innsbruck (1984)
- Tiroler Landespreis für Wissenschaft (1985)

In Schwaz wurde die Professor Ernst Brandl-Straße nach ihm benannt. Seit 1991 besteht die Ernst-Brandl-Stiftung, die jährlich einen nach Brandl benannten Wissenschaftspreis für Nachwuchsforscher der Innsbrucker Universitäten vergibt.